# Unione Sportiva Squinzano 1981-1982
Questa voce raccoglie le informazioni riguardanti l'Unione Sportiva Squinzano nelle competizioni ufficiali della stagione 1981-1982.

## Rosa
| N. |                   | Ruolo | Calciatore         |
| -- | ----------------- | ----- | ------------------ |
|    | Italia (bandiera) | C     | Saverio Acquasanta |
|    | Italia (bandiera) | C     | Fausto Alimenti    |
|    | Italia (bandiera) | P     | Antonio Belli      |
|    | Italia (bandiera) | C     | Luigi Boccolini    |
|    | Italia (bandiera) | P     | Luigi Boni         |
|    | Italia (bandiera) | A     | Fabrizio Cavaterra |
|    | Italia (bandiera) | D     | Nicolò Cervato     |
|    | Italia (bandiera) | D     | Gianni Facchinello |
|    | Italia (bandiera) | D     | Alessandro Guido   |
|    | Italia (bandiera) | C     | Antonio Iazzetta   |
|    | Italia (bandiera) |       | Lagalla            |
|    | Italia (bandiera) | C     | Giuseppe Mecca     |

| N. |                   | Ruolo | Calciatore         |
| -- | ----------------- | ----- | ------------------ |
|    | Italia (bandiera) | C     | Luigi Mori         |
|    | Italia (bandiera) | A     | Massimo Palermo    |
|    | Italia (bandiera) | C     | Roberto Pellè      |
|    | Italia (bandiera) | C     | Mauro Persiani     |
|    | Italia (bandiera) | A     | Franco Piccinetti  |
|    | Italia (bandiera) | D     | Angelo Rampino     |
|    | Italia (bandiera) | C     | Pietro Sbaccanti   |
|    | Italia (bandiera) | A     | Luciano Spedaliere |
|    | Italia (bandiera) | A     | Angelo Stabile     |
|    | Italia (bandiera) | D     | Antonio Tornese    |
|    | Italia (bandiera) | C     | Roberto Veneziale  |
|    | Italia (bandiera) | C     | Vito Zizzariello   |